# Il bacio perverso
Il bacio perverso (The Naked Kiss) è un film del 1964 diretto da Samuel Fuller.

## Trama[1]
Kelly è una prostituta che, maltrattata e perseguitata dal suo violento protettore, decide di sfuggirgli, e si trasferisce così nella piccola città di Grantville. Nonostante il capitano Griff (con il quale ha un incontro di una notte) le intimi di tenersi lontana dalla cittadina, la donna progetta di stabilirvisi e cambiare radicalmente il proprio stile di vita, e si fa assumere come infermiera in un ospedale per bambini disabili. Qui lavora con onestà e passione, fino a diventare una figura di riferimento per le colleghe più giovani. 
Durante una festa, Kelly incontra Grant, avvenente rampollo di una ricca famiglia locale, nonché amico di vecchia data del capitano Griff. Ben presto, Grant resta affascinato dalla donna, e la corteggia galantemente. Kelly è a propria volta attratta da Grant, e cede volentieri alle sue lusinghe. Quando, però, lo bacia per la prima volta, ha una strana sensazione, come di un "naked kiss" (un 'bacio perverso', da qui il titolo del film). Lascia, tuttavia, che l'insperato idillio continui, e ignora il proprio istinto. Grant giunge, perciò, a chiederla in matrimonio. La donna, dopo un'iniziale incertezza causata dalla vergogna per il proprio passato, decide di acconsentire, e rivela al futuro marito la verità sulla propria vita precedente. L'uomo non ne è affatto sconcertato, e anzi dichiara, con rinnovato entusiasmo, di volerla ancora sposare. 
Poco prima delle nozze, Kelly - sebbene la sua gentile affittuaria tenti di dissuaderla per superstizione - vuole fare una sorpresa a Grant, e mostrargli in anticipo il proprio abito da sposa. Giunta a casa dell'uomo, tuttavia, non riesce a trovarlo, ma fatalmente si scontra con una bambina sconosciuta, che esce scorrazzando. Questa fugace ma terribile visione svela a Kelly, sconvolta, che Grant è un pedofilo. Colto sul fatto, Grant si produce in un folle tentativo di convincere la donna a sposarlo comunque: dopotutto - afferma - entrambi sono vittime di deviazione sessuale: Kelly in quanto ex prostituta, lui, in quanto molestatore: potrebbero comprendersi a vicenda e vivere come complici. Kelly, però, profondamente disgustata e furiosa, uccide Grant colpendolo ripetutamente alla testa con la cornetta di un telefono. 
Ben presto la comunità di Grantville, che aveva precedentemente dimostrato una certa simpatia nei confronti della donna, le volta le spalle. Nessuno, infatti, neppure il caro amico Griff, è a conoscenza della perversione criminale dell'assassinato: si vocifera, invece, che Kelly abbia ucciso Grant per una questione di denaro. Conduce le indagini proprio il capitano Griff, che sembra inizialmente dar credito all'opinione della comunità, e non prestar fede alla ricostruzione della donna. Le colleghe di Kelly, poi - sebbene nei mesi precedenti abbiano ricevuto da lei aiuto concreto e disinteressato in questioni private - la rinnegano. Qualcuno tenta persino di testimoniare il falso sul suo conto, perché sia condannata. 
Kelly, nel disperato tentativo di dimostrare il movente dell'omicidio, richiede che le siano mostrate tutte le bambine della città: saprebbe, infatti, riconoscere quella che aveva scorto a casa di Grant prima dell'assassinio. Dopo una lunga ricerca, la donna individua finalmente la bambina vittima delle molestie di Grant. Questa, interrogata con gentilezza, conferma appieno la ricostruzione di Kelly. La donna viene, così, scagionata, ma - a causa della scabrosità della vicenda - è costretta ad abbandonare quella piccola città di provincia che per breve tempo l'aveva accolta. 

## Produzione

### Regia
Come nel lungometraggio La vendetta del gangster dello stesso Fuller, anche in questo film a pagarne principalmente le conseguenze sono i bambini. L'opera, infatti, affronta il tema delicato della pedofilia, oltre a toccare alcune tematiche non proprio tipiche dello stile hollywoodiano: prostituzione, pregiudizi sociali e corruzione.
Il film viene ricordato principalmente per l'incipit. La pellicola si apre con Kelly che schiaffeggia il suo protettore. Seguono velocissime soggettive che scandiscono l'episodio violento. Alla fine l'uomo cade stremato e la donna si può ricomporre. Si scopre, durante i titoli di testa, che la protagonista è priva di capelli e usa una parrucca per mascherare il suo stato.
Il titolo del film fa riferimento ad una scena clou: Kelly bacia per la prima volta Grant, ma si accorge che in lui «c'è qualcosa che non va».

## Distribuzione
In Italia è stato distribuito solo in formato home video, abbinato con Il corridoio della paura.
È noto anche col titolo Il bacio nudo.

## Curiosità
- In una scena del film, Kelly sta leggendo un libro, The Dark Page. Il romanzo esiste veramente ed è stato scritto dallo stesso Fuller nel 1944.
- Quando arriva nella città di Grantville, Kelly passa davanti a un cinema che ha in cartellone Il corridoio della paura.
- Nella autobiografia del regista, il cineasta americano sostiene che Costance Towers si sia veramente rasa a zero i capelli, senza controbattere. L'attrice, tuttavia, nega il fatto.